# Фінальний турнір чемпіонату Європи з футболу 2012 (золота монета)
«Фіна́льний турні́р чемпіона́ту Євро́пи з футбо́лу 2012 р.» — золота пам'ятна монета номіналом 500 гривень, випущена Національним банком України, присвячена важливій спортивній події — Фінальному турніру чемпіонату Європи з футболу, який проходив в Україні та Польщі у 2012 році. Монета є офіційною ліцензованою продукцією УЄФА ЄВРО 2012тм.
Монету введено в обіг 16 грудня 2011 року. Вона належить до серії «Спорт».

## Опис монети та характеристики
| Номінал грн. | Метал            | Маса, г | Діаметр, мм | Якість виготовлення       | Гурт                           | Тираж, штук |
| ------------ | ---------------- | ------- | ----------- | ------------------------- | ------------------------------ | ----------- |
| 500          | золото 999 проби | 500     | 80          | спеціальний анциркулейтед | гладкий із заглибленим написом | 110         |

### Аверс
На аверсі монети розміщено: малий Державний Герб України, напис «НАЦІОНАЛЬНИЙ БАНК/УКРАЇНИ» (угорі), у центрі на тлі карти Європи з написами «КИЇВ» та «WARSZAWA» зображення офіційного логотипу «УЄФА ЄВРО 2012™», виконане з використанням кольорової емалі, під картою номінал монети — «500/ГРИВЕНЬ»; по колу монети зображено силуети архітектурних пам'яток міст, у яких проходитимуть матчі фінального турніру, футболістів, а також зазначено дати проведення ігор.

### Реверс
На реверсі монети зображено стилізовану ігрову композицію — на передньому плані динамічна фігура футболіста з м'ячем, на другому плані — два футболісти та силует воротаря, розміщено написи «ФІНАЛЬНІ/ІГРИ» (угорі ліворуч), «ЧЕМПІОНАТ/ЄВРОПИ /З ФУТБОЛУ/2012 р.» (унизу праворуч).

Галерея
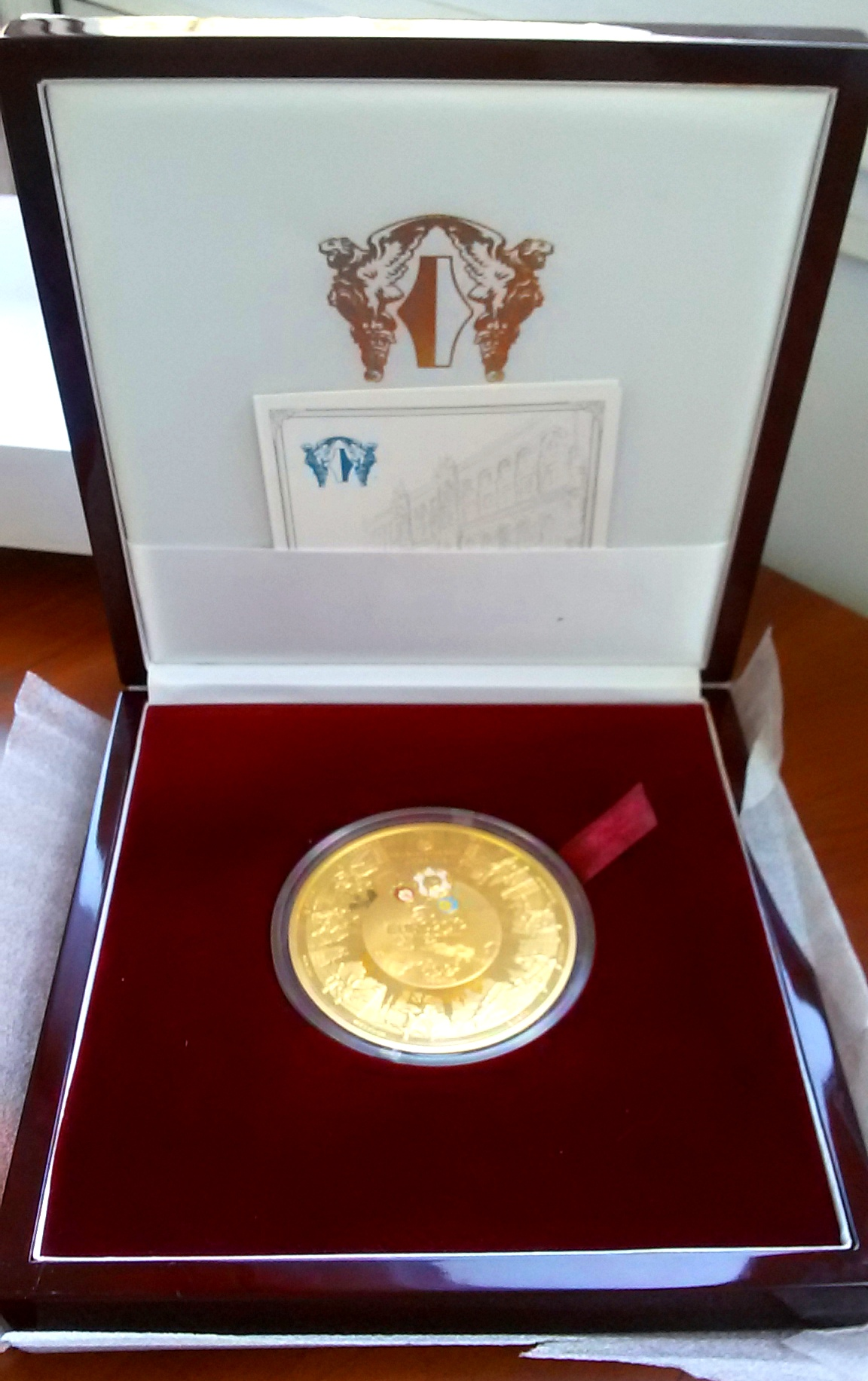
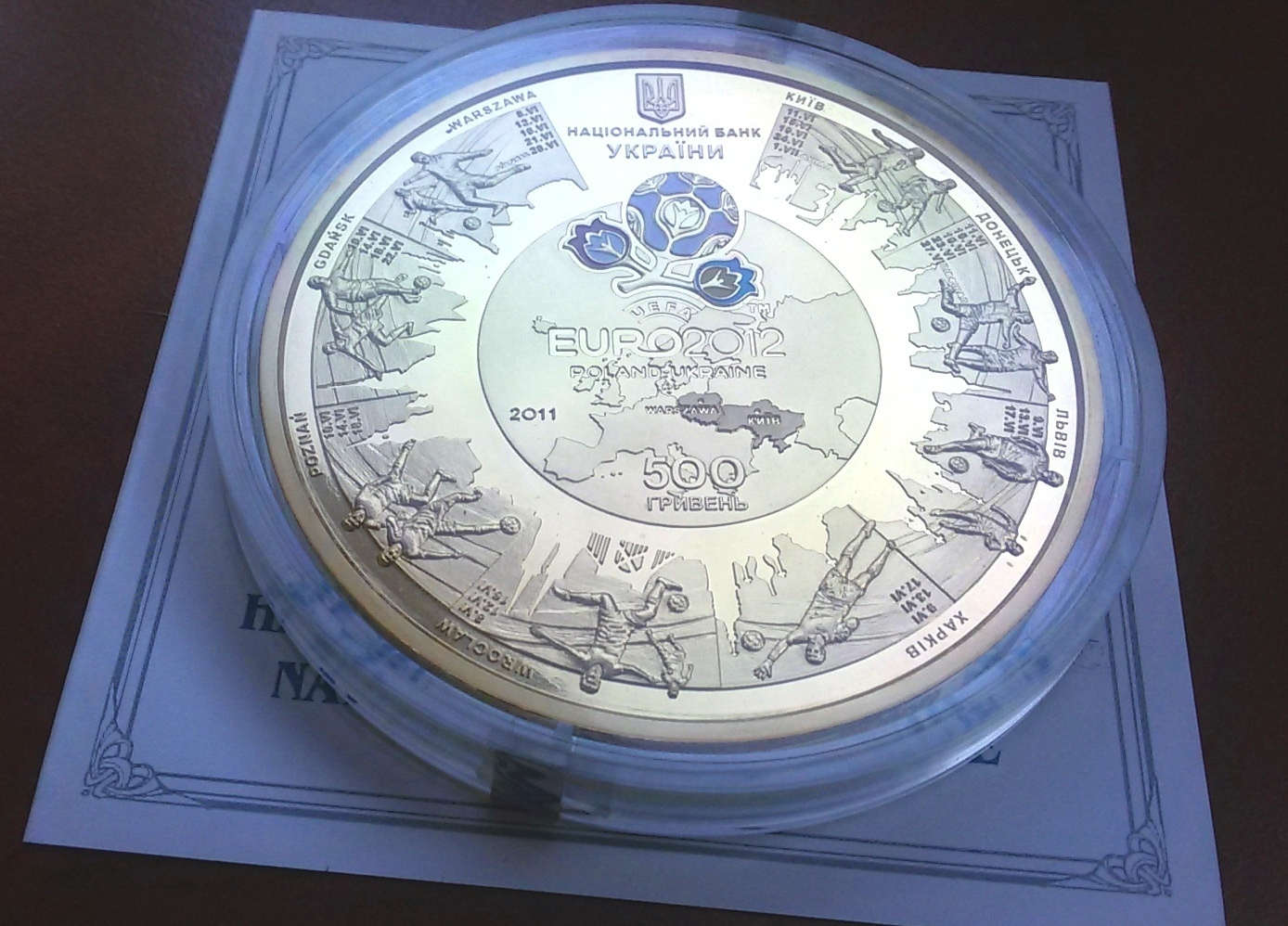
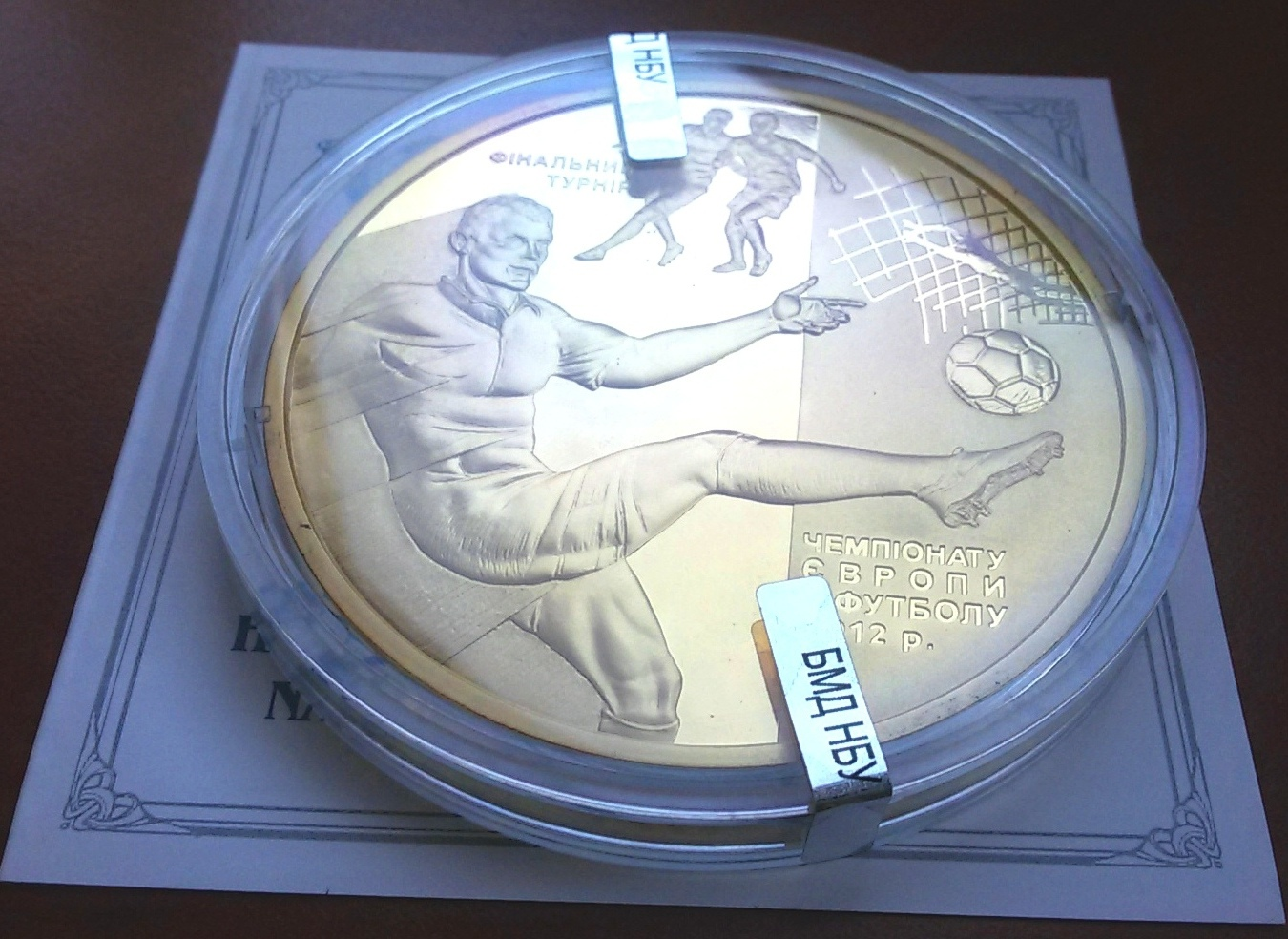

## Автори

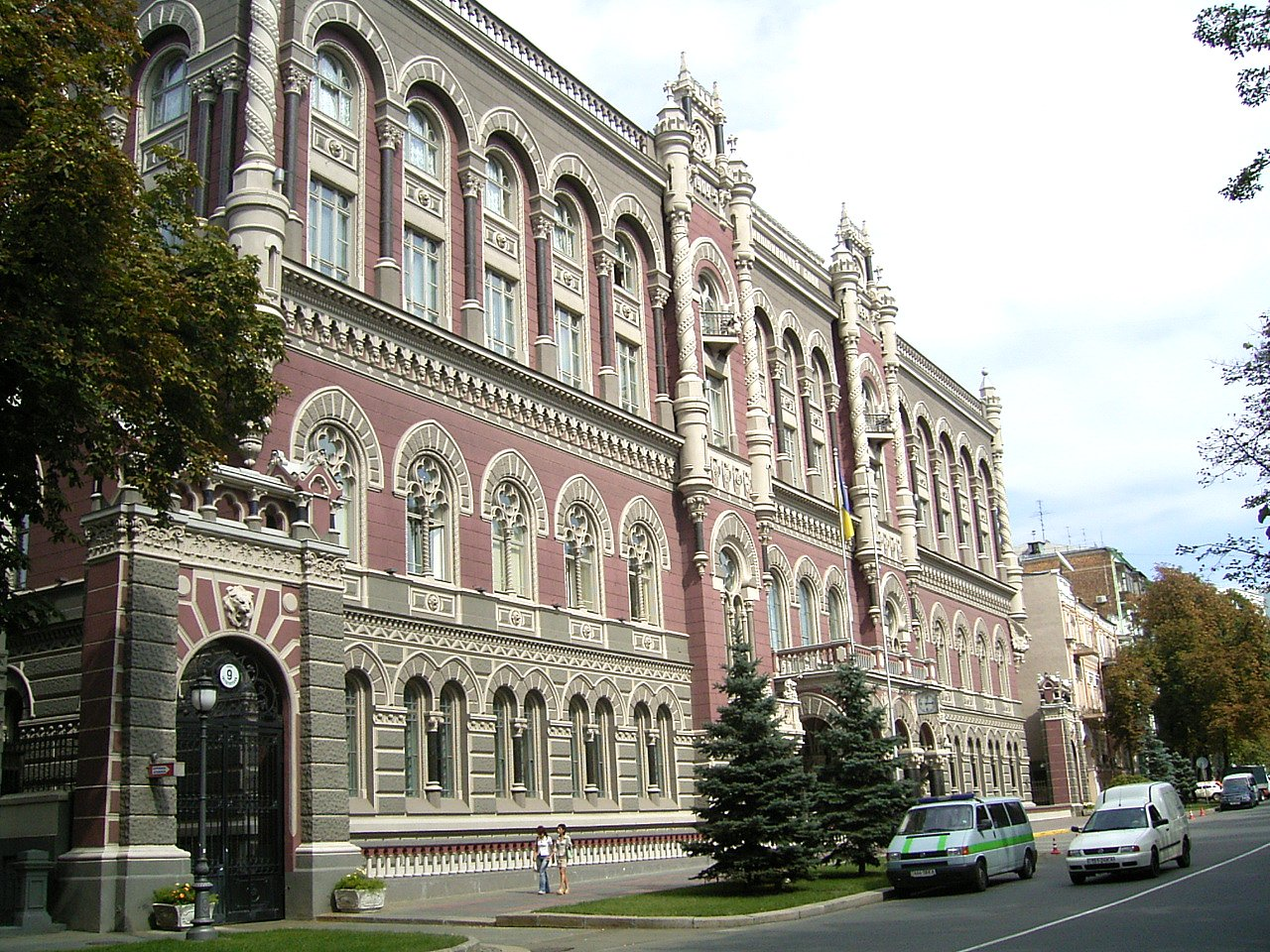
Будівля НБУ

- Художники: Таран Володимир, Харук Олександр, Харук Сергій.
- Скульптори: Дем'яненко Анатолій, Дем'яненко Володимир.

## Вартість монети
Ціну монети — 350 000 гривень, встановив Національний банк України у період реалізації монети через його філії у 2012 році.
Фактична приблизна вартість[відсутнє в джерелі] монети, з роками змінювалася так:
| Рік        | 2012      | 2013      | 2014      | 2015      | 2016    | 2017    | 2018    | 2019      | 2020      | 2021      |
| ---------- | --------- | --------- | --------- | --------- | ------- | ------- | ------- | --------- | --------- | --------- |
| Ціна, грн. | 350 000   | 350 000   | 420 000   | 625 000   | 650 000 | 680 000 | 750 000 | 1 000 000 | 1 000 000 | 1 000 000 |
| Рік        | 2022      | 2023      | 2024      | 2025      |         |         |         |           |           |           |
| Ціна, грн. | 1 500 000 | 1 500 000 | 2 000 000 | 3 000 000 |         |         |         |           |           |           |

Станом на теперішній час, монета є найкоштовнішою серед усіх монет, випущених НБУ за час існування незалежної України.